# باشكيم كادراي
باشكيم كادراي (بالدنماركية: Bashkim Kadrii) (9 يوليو 1991 بكوبنهاغن في الدنمارك - ) هو مدرب كرة قدم ولاعب كرة قدم دانمركي في مركز الهجوم لعب سابقاً في نادي الفتح السعودي . شارك مع منتخب الدنمارك تحت 18 سنة لكرة القدم ومنتخب الدنمارك تحت 19 سنة لكرة القدم ومنتخب الدنمارك تحت 20 سنة لكرة القدم ومنتخب الدنمارك تحت 21 سنة لكرة القدم ومنتخب الدنمارك لكرة القدم. أما مع النوادي، فقد لعب مع نادي أودنسه ونادي راندرس ونادي كوبنهاغن ومينيسوتا يونايتد وBoldklubben af 1893 ‏.

## وصلات خارجية
- باشكيم كادراي على موقع الدوري الأمريكي (الإنجليزية)
- باشكيم كادراي على موقع قاعدة بيانات كرة القدم.إي يو (الإنجليزية)
- باشكيم كادراي على موقع ناشيونال فوتبول تيمز (الإنجليزية)
- باشكيم كادراي على موقع Soccerbase.com (لاعب) (الإنجليزية)
- باشكيم كادراي على موقع Soccerway.com (الإنجليزية)
- باشكيم كادراي على موقع عالم كرة القدم.نت (الإنجليزية)